# فرشته‌ماهی شیپوری
فرشته‌ماهی شیپوری (نام علمی: Holacanthus clarionensis) نام یک گونه از سرده فرشته‌ماهیان پرخار است.